# Eerste Kamerverkiezingen
De Eerste Kamerverkiezingen is het democratische proces waarbij de leden van de Nederlandse Eerste Kamer worden gekozen, het hoogste staatsrechtelijk orgaan van volksvertegenwoordiging in Nederland. De leden worden niet rechtstreeks door de bevolking gekozen, maar via zogenaamde getrapte verkiezingen. Deze lopen verschillend, afhankelijk van de woonplaats van de kiesgerechtigde Nederlanders. De kiesgerechtigde ingezetenen van het Europese deel van Nederland, kiezen de leden van de Provinciale Staten in de provincie waar zij wonen en de Staten kiezen vervolgens de leden van de Eerste Kamer. Kiesgerechtigde ingezetenen van Caribisch Nederland, en Nederlanders die in het buitenland wonen, kiezen een Kiescollege, dat vervolgens de leden van de Eerste Kamer kiest. De tweede rondes worden Eerste Kamerverkiezingen genoemd.
Sinds de grondwetsherziening van 1983 wordt de Eerste Kamer in principe eens in de vier jaar gekozen. De verkiezingen worden - behalve in geval van tussentijdse ontbinding der Kamer - gehouden binnen drie maanden na de verkiezing van de leden van Provinciale Staten. De vereisten om gekozen te kunnen worden in de Eerste Kamer zijn dezelfde als die voor de Tweede Kamer.
De Eerste Kamer heeft het laatste woord over voorstellen van wetgeving die van de regering en Tweede Kamer komen, daaronder de hoofdstukken van de overheidsbegroting. Het wordt wel de  kamer van reflectie genoemd. Rol van haar leden is de wetsvoorstellen die door de Tweede Kamer zijn aangenomen, op hun merites te beoordelen en te toetsen op effectiviteit en doelmatigheid. Daarbij staat de dagelijkse politiek wat meer op afstand en gaat het vooral om de werking op lange termijn. De kandidaten zijn daarom veelal van wat oudere leeftijd en nemen veel bestuurlijke en maatschappelijke ervaring mee. Omdat er gewoonlijk maar een keer per week wordt vergaderd en er minder overleg, debat en voorbereiding nodig is dan in de Tweede Kamer, kan de functie in deeltijd worden vervuld. Omdat er geen rechtstreekse verkiezingen zijn, voeren kandidaten en partijen geen verkiezingscampagne. Er vinden wel andere manieren van communicatie en beïnvloeding plaats om gekozen te worden; binnen de eigen partij, om zo hoog mogelijk op de kandidatenlijst te komen en bij leden van de Provinciale Staten, om hun (voorkeurs)stem.

## Kiessysteem

### Getrapt systeem
De leden van de Eerste Kamer worden niet direct door de burgers gekozen, zoals de andere organen van volksvertegenwoordiging (Gemeenteraad, Waterschap, Provinciale Staten en Tweede Kamer) maar via een getrapt systeem. De burgers die in Nederland wonen, kiezen voor de provincie waar ze wonen de leden van Provinciale Staten, dat is de volksvertegenwoordiging die namens de burgers zeggenschap uitoefent in het bestuur van hun provincie. De leden van de Provinciale Staten kiezen binnen drie maanden na hun verkiezing, in naam van de Nederlandse bevolking, de leden van de Eerste Kamer. Voor niet ingezetenen van Nederland en de bewoners van het Caribische deel van Nederland, brengen kiescolleges voor de Eerste Kamer op de verkiezingsdag voor de Eerste Kamer hun stem uit. Dat zijn dus twee trappen.

### De verkiezingen door Provinciale Staten
De kandidaten voor de Eerste Kamer staan per partij op één of meer lijsten. De Provinciale Staten hoeven niet op kandidaten uit de eigen provincie te stemmen maar dat gebeurt soms wel, vooral als voor de komende jaren wetgeving op de agenda staat die de eigen regio betreft, in de hoop dat provinciale belangen zo beter worden behartigd. Leden van Provinciale Staten hoeven ook niet op iemand van de eigen partij te stemmen, wat echter wel vaak het geval is.
Het is niet zo dat iedere stem als één stem telt. De stemmen worden  gewogen naar rato van het inwonertal van een provincie c.q. openbaar lichaam, zoals dat is vastgesteld door het Centraal Bureau voor de Statistiek per 1 januari van het jaar waarin de verkiezingen plaatsvinden. Het inwonertal wordt gedeeld door het honderdvoud van het aantal Statenleden per provincie, en dan rekenkundig afgerond op een geheel getal. De uitkomst heet de stemwaarde.
De op een partij in een provincie/kiescollege uitgebrachte stemmen worden vermenigvuldigd met de stemwaarde. De uitkomst hiervan heet het stemcijfer. De zetelverdeling geschiedt met behulp van de kiesdeler. Deze wordt berekend door de som van de stemcijfers van alle provincies te delen door het aantal beschikbare zetels.
Voor iedere partij wordt gekeken welk stemcijfer zij in totaal heeft behaald (hoeveel feitelijke stemmen heeft een partij gekregen en welke theoretische stemwaarde hebben deze   stemmen). Dat totaal wordt gedeeld door de kiesdeler. De uitkomst van die deling levert het zetelaantal per partij op. Omdat de uitkomst niet altijd een rond getal oplevert, blijven er restzetels over. Deze worden verdeeld aan de hand van het systeem van grootste gemiddelden.

## Geschiedenis

### 1815-1848
Het ledental van de Eerste Kamer was door de jaren heen niet aldoor hetzelfde. Van 1815 tot 1830 lag het aantal tussen de 40 en 60; na de afscheiding van de zuidelijke provincies in 1830 waren er minimaal 20 en maximaal 30 leden. De leden werden door de Koning benoemd voor het leven. Zo was dat geregeld in de Grondwet zoals deze in die periode gold.

### 1848-1888
Na de Grondwetswijziging van 1848, werden de leden van de Eerste Kamer gekozen door de leden van Provinciale Staten. Verkiesbaar konden zich alleen mannen stellen. Een kandidaat werd verkozen als hij in de Provinciale Staten de absolute meerderheid behaalde. In deze periode bestond de Eerste Kamer uit 39 leden. De leden werden voor negen jaar gekozen, waarbij om de drie jaar een derde deel van de Eerste Kamer werd vernieuwd.
Het aantal leden van de Eerste Kamer naar provincie was in deze periode als volgt samengesteld:
| Gr | F | D | O | Ge | U | NH | ZH | Ze | NB | L |
| -- | - | - | - | -- | - | -- | -- | -- | -- | - |
| 2  | 3 | 1 | 3 | 5  | 2 | 6  | 7  | 2  | 5  | 3 |

### 1888-1923
In 1888 werd het aantal leden van de Eerste Kamer uitgebreid tot 50.
Het aantal leden van de Eerste Kamer naar provincie was in deze periode als volgt samengesteld:
| Gr | F | D | O | Ge | U | NH | ZH | Ze | NB | L |
| -- | - | - | - | -- | - | -- | -- | -- | -- | - |
| 3  | 4 | 2 | 3 | 6  | 2 | 9  | 10 | 2  | 6  | 3 |

### 1923-1956
In 1923 werd een ander stelsel voor de verkiezingen ingevoerd. Er werd overgestapt naar het stelsel van evenredige vertegenwoordiging; alle uitgebrachte stemmen telden sindsdien mee voor de bepaling van de zetelverdeling. Voorts werden de Nederlandse provincies ten behoeve van Eerste Kamerverkiezingen verdeeld in vier kiesgroepen. De afvaardiging naar kiesgroep was als volgt:
| Kiesgroep | Provincies                                   | Aantal EK-leden |
| --------- | -------------------------------------------- | --------------- |
| I         | Limburg, Noord-Brabant, Utrecht en Zeeland   | 13              |
| II        | Drenthe, Gelderland, Groningen en Overijssel | 13              |
| III       | Friesland en Noord-Holland                   | 12              |
| IV        | Zuid-Holland                                 | 12              |

Iedere drie jaar waren in twee van deze groepen (in I en III, dan wel II en IV) alle Eerste Kamerleden aftredend. De zittingsduur van de leden werd bepaald op zes jaar.
De door de leden van Provinciale Staten uitgebrachte stemmen hadden niet alle dezelfde waarde; zij werden gewogen aan de hand van de bevolkingscijfers van de provincies.

### 1956-1983
In 1956 werd de Eerste Kamer uitgebreid tot 75 leden. De afvaardiging naar kiesgroep was als volgt:
| Kiesgroep | Provincies                                   | Aantal EK-leden |
| --------- | -------------------------------------------- | --------------- |
| I         | Limburg, Noord-Brabant, Utrecht en Zeeland   | 21              |
| II        | Drenthe, Gelderland, Groningen en Overijssel | 19              |
| III       | Friesland en Noord-Holland                   | 17              |
| IV        | Zuid-Holland                                 | 18              |

### 1983-2019
Na de Grondwetswijziging van 1983, kozen de leden van Provinciale Staten tot 2019 om de vier jaar tegelijkertijd alle 75 leden van de Eerste Kamer. De verkiezingen werden gehouden maximaal drie maanden nadat verkiezingen zijn gehouden voor Provinciale Staten. De kiesgroepen werden afgeschaft.

## 2019-heden
Tot 2019 werden de leden van de Eerste Kamer alleen gekozen door de leden van Provinciale Staten. Bij de grondwetswijziging van 2017 werd bepaald dat ook de leden van de kiescolleges voor de Eerste Kamer in de openbare lichamen in Caribisch Nederland mee mogen stemmen. Bij de grondwetsherziening van 2022 werd een bepaling aan de Grondwet toegevoegd inzake de instelling van een vierde kiescollege, bestemd voor niet-ingezetenen met de Nederlandse nationaliteit.
Verkiezingen voor de kiescolleges in Caribisch Nederland en door Nederlanders die in het buitenland wonen, vinden gelijktijdig plaats met de Provinciale Statenverkiezingen in het Europese deel van Nederland.